# Isle of Man TT 1987
De TT van Man 1987 werd verreden van 30 mei tot 6 juni 1987 op de Snaefell Mountain Course op het eiland Man. Door de Interval-start reed men eigenlijk een tijdrace.

## Algemeen
In 1987 vierde de Isle of Man TT haar tachtigste verjaardag. De hoofdrollen waren voor Joey Dunlop, die weer twee overwinningen aan zijn palmares toevoegde, en voor het weer, dat zo slecht was dat voor het eerst in de geschiedenis wedstrijden werden afgelast: de Production Class A TT en de Production Class C TT. De trainingen van vrijdag 29 mei moesten worden gestaakt door hevige regen en opkomende mist. De coureurs die zich nog op het circuit bevonden moesten zelfs met een auto worden opgehaald en naar de TT Grandstand worden begeleid. 

## Hoofdraces

### Formula One TT
Zes ronden (364 km), tweetaktmotoren van 350- tot 500 cc, viertaktmotoren van 600- tot 1.000 cc.
Ook op zaterdagochtend was het weer nog slecht, maar het klaarde op en om 14.00 uur kon de Formula One TT onder zonnige omstandigheden van start gaan. Het leek er op dat Joey Dunlop een geduchte concurrent had gekregen in Phil Mellor, die tijdens de trainingen - officieus - een ronde van 118,03 mph had gereden, meer dan 15 seconden sneller dan het ronderecord. Dat gebeurde al op de eerste dag van de trainingsweek, maandag 25 mei. Op dinsdag reed Dunlop een nieuw officieel ronderecord: 19"17'00, met een gemiddelde snelheid van 117,4 mph. Mellor ging daar op donderdag weer overheen met 19"10'8, slechts vier seconden boven het absolute ronderecord van Dunlop tijdens de Senior TT van 1984. Dunlop en Mellor waren beide fabrieksrijder: Dunlop voor Honda Racing Corporation met een Honda RVF 750 en Mellor voor Suzuki met een Suzuki GSX-R 750. In de race was Mellor aanvankelijk ook de snelste: de eerste 12 km ging hij tot bij Ballacraine aan de leiding. Daarna nam Dunlop het echter over, ondanks een veel te strak zittende kinband had hij na de eerste ronde al 22 seconden voorsprong, reed hij een nieuw ronde- en racerecord. Mellor werd wel tweede, voor Geoff Johnson met een Loctite-Yamaha.
De eerste tien finishers kregen punten voor het wereldkampioenschap wegrace, waarvan de Formula One TT deel uitmaakte. Van de belangrijke coureurs in dit wereldkampioenschap reden er slechts een klein aantal op het eiland Man: Joey Dunlop, Peter Rubatto, Paul Iddon, Anders Andersson en Phil Mellor, maar anderen boycotten de gevaarlijke Mountain Course, zoals Fred Merkel, Virginio Ferrari en Davide Tardozzi. 

#### Uitslag Formula One TT
| Pos | Coureur          | Merk                | Tijd      | Snelheid   | Punten |
| --- | ---------------- | ------------------- | --------- | ---------- | ------ |
| 1   | Joey Dunlop      | Rothmans-HRC-Honda  | 1:58"04'4 | 115,03 mph | 15     |
| 2   | Phil Mellor      | Virgin-Heron-Suzuki | 1:58"56'2 | 114,20 mph | 12     |
| 3   | Geoff Johnson    | Loctite-Yamaha      | 1:59"37'4 | 113,54 mph | 10     |
| 4   | Roger Marshall   | Skoal Bandit-Suzuki | 2:00"12'2 | 112,99 mph | 8      |
| 5   | Trevor Nation    | Loctite-Yamaha      | 2:00"18'6 | 112,89 mph | 6      |
| 6   | Nick Jefferies   | Honda               | 2:00"54'4 | 112,48 mph | 5      |
| 7   | Peter Rubatto    | Bimota-Yamaha       | 2:01"43'2 | 111,59 mph | 4      |
| 8   | Dave Leach       | Padgett's-Suzuki    | 2:02"25'8 | 110,94 mph | 3      |
| 9   | Glenn Williams   | Suzuki              | 2:03"26'4 | 110,30 mph | 2      |
| 10  | Steve Linsdell   | Flitwick-Yamaha     | 2:03"26'8 | 110,02 mph | 1      |
| 11  | Anders Andersson | Suzuki              | 2:03"46'2 | 109,74 mph |        |
| 12  | Eddie Laycock    | Yamaha              | 2:04"17'4 | 109,28 mph |        |
| 13  | Ray Swann        | Harris-Suzuki       | 2:05"04'2 | 108,60 mph |        |
| 14  | Tony Moran       | Yamaha              | 2:05"13'2 | 108,47 mph |        |
| 15  | Steve Ward       | Suzuki              | 2:06"05'6 | 107,72 mph |        |
| 16  | George Linder    | Yamaha              | 2:06"06'0 | 107,71 mph |        |
| 17  | James Whitham    | Suzuki              | 2:06"21'4 | 107,49 mph |        |
| 18  | Bob Jackson      | Jackson-Suzuki      | 2:07"04'4 | 106,88 mph |        |
| 19  | Richard Rose     | Suzuki              | 2:07"08'2 | 106,83 mph |        |
| 20  | Grant Goodings   | Kawasaki            | 2:08"31'6 | 105,68 mph |        |
| 41  | Tony Rutter      | Suzuki              | 2:17"14'6 | 98,96 mph  |        |
| 42  | Alex George      | Suzuki              | 2:17"21'0 | 98,89 mph  |        |
| DNF | Barry Woodland   | Loctite-Yamaha      |           |            |        |
| DNF | Klaus Klein      | Yamaha              |           |            |        |
| DNF | Paul Iddon       | Skoal Bandit-Suzuki |           |            |        |
| DNF | Iain Duffus      | Yamaha              |           |            |        |
| DNF | Andy McGladdery  | Suzuki              |           |            |        |
| DNF | Brian Reid       | Suzuki              |           |            |        |
| DNF | Graeme McGregor  | Suzuki              |           |            |        |
| DNF | Steve Henshaw    | Suzuki              |           |            |        |
| DNF | Denis Ireland    | Onbekend            |           |            |        |

#### Top tien tussenstand WK-Formule TT
| Pos | Coureur          | Merk                | Ptn |
| --- | ---------------- | ------------------- | --- |
| 1   | Joey Dunlop      | Rothmans-HRC-Honda  | 28  |
| 2   | Peter Rubatto    | Bimota-Yamaha       | 20  |
| 3   | Virginio Ferrari | Bimota-Yamaha       | 15  |
| 3   | Paul Iddon       | Skoal Bandit-Suzuki | 15  |
| 5   | Fred Merkel      | HRC-Honda           | 12  |
| 5   | Davide Tardozzi  | Bimota-Yamaha       | 12  |
| 5   | Phil Mellor      | Virgin-Heron-Suzuki | 12  |
| 8   | Anders Andersson | Suzuki              | 10  |
| 8   | Geoff Johnson    | Loctite-Yamaha      | 10  |
| 10  | Roger Marshall   | Skoal Bandit-Suzuki | 8   |

### Sidecar TT Race A
Drie ronden (182 km) (gekleurde achtergrond: Formule 2-klasse)
Mick Boddice won de eerste manche van de Sidecar TT ogenschijnlijk met gemak, maar toch ging het niet makkelijk. Bakkenist Don Williams had nog grote problemen omdat hij tijdens een race in Oulton Park in augustus 1986 beide benen had gebroken en al in de eerste ronde ging de koppeling stuk, waardoor Boddice in scherpe bochten zoals Ramsey Hairpin grote problemen had. Desondanks hadden ze op de finish meer dan een halve minuut voorsprong op het echtpaar Dennis en Julia Bingham. Dave Saville en Dave Hall wonnen met een 350cc-Yamaha de Formule 2-klasse.

#### Uitslag Sidecar TT Race A
| Pos | Coureur             | Bakkenist           | Merk                | Tijd      | Snelheid   |
| --- | ------------------- | ------------------- | ------------------- | --------- | ---------- |
| 1   | Mick Boddice        | Don Williams        | Ireson-Yamaha       | 1:04"49'6 | 104,76 mph |
| 2   | Dennis Bingham      | Julia Bingham       | Padgett's-Yamaha    | 1:05"16'8 | 104,03 mph |
| 3   | Geoff Rushbrook     | Geoff Leitch        | Ireson-Yamaha       | 1:05"29'2 | 103,70 mph |
| 4   | Warwick Newman      | Eddie Yarker        | Ireson-Yamaha       | 1:05"36'0 | 103,52 mph |
| 5   | Kenny Howles        | Steve Pointer       | Ireson-Yamaha       | 1:05"48'0 | 103,21 mph |
| 6   | Martin Murphy       | Alan Langton        | McCavana-Yamaha     | 1:06"40'0 | 101,87 mph |
| 7   | Dick Greasley       | Stewart Atkinson    | Yamaha              | 1:06"40'6 | 101,85 mph |
| 8   | Eric Cornes         | Graham Wellington   | Ireson-Yamaha       | 1:07"37'4 | 100,42 mph |
| 9   | Neil Smith          | Phil Gravel         | NSR-Yamaha          | 1:08"11'2 | 99,68 mph  |
| 10  | Dave Molyneux       | Paul Kneale         | Bregazzi-Yamaha     | 1:08"56'2 | 98,51 mph  |
| 11  | Des Founds          | Gary Irlam          | Rea-Suzuki          | 1:09"05'8 | 98,28 mph  |
| 12  | Alan May            | Ian Finch           | Skilicorn-Yamaha    | 1:09"09'6 | 98,19 mph  |
| 13  | Michael Burcombe    | Colin Hardman       | Ireson-Yamaha       | 1:09"22'0 | 97,98 mph  |
| 14  | Dave Saville        | Dave Hall           | F2 Sabre            | 1:10"22'8 | 96,49 mph  |
| 15  | Dennis Brown        | Billie Nelson       | Yamaha              | 1:10"48'0 | 95,92 mph  |
| 16  | Gordon Shand        | Johnny Shedden      | Shand               | 1:11"31'0 | 94,96 mph  |
| 17  | Derek Rumble junior | Gareth Keep         | Rumble-Suzuki       | 1:11"58'8 | 94,35 mph  |
| 18  | Michael Staiano     | Alan Fisher         | Windle-Yamaha       | 1:12"37'8 | 93,50 mph  |
| 19  | Roy Hanks           | Tom Hanks           | F2 Nrth             | 1:13"00'0 | 93,03 mph  |
| 20  | Tim Eade            | Frederick McDermott | Quirk-Yamaha        | 1:13"46'8 | 92,04 mph  |
| 21  | Bill Hodgkins       | Sean Collister      | F2-Yamaha           | 1:13"48'2 | 92,02 mph  |
| 25  | John Coles          | Graham Mapletoft    | F2-Ireson-Yamaha    | 1:14"42'8 | 90,89 mph  |
| 27  | Michael Hamblin     | Robert Smith        | F2 Windle-Armstrong | 1:15"19'8 | 90,15 mph  |
| DNF | Nigel Rollason      | Alan Huntington     | Phoenix             |           |            |

### Junior 250cc TT
Zes ronden (364 km), alle motoren tot 250 cc.
Steve Hislop leidde de Junior 250 cc TT met een grote voorsprong, maar in de vijfde ronde viel zijn Yamaha stil bij Glen Helen en daarna kon het EMC-duo Eddie Laycock/Brian Reid zonder problemen naar de eerste twee podiumplaatsen rijden.

#### Uitslag Junior 250cc TT
| Pos | Coureur          | Merk               | Tijd      | Snelheid   |
| --- | ---------------- | ------------------ | --------- | ---------- |
| 1   | Eddie Laycock    | EMC-Rotax          | 2:05"09'2 | 108,52 mph |
| 2   | Brian Reid       | EMC-Rotax          | 2:05"14'8 | 108,44 mph |
| 3   | Graeme McGregor  | Yamaha             | 2:06"06'4 | 107,70 mph |
| 4   | Carl Fogarty     | Honda              | 2:06"33'0 | 107,33 mph |
| 5   | Johnny Rea       | Yamaha             | 2:06"58'2 | 106,97 mph |
| 6   | Bob Heath        | Yamaha             | 2:07"08'0 | 106,83 mph |
| 7   | Derek Chatterton | Yamaha             | 2:07"56'8 | 106,15 mph |
| 8   | Joey Dunlop      | Shell-Gemini-Honda | 2:08"03'4 | 106,06 mph |
| 9   | Mark Johns       | Yamaha             | 2:08"14'8 | 105,91 mph |
| 10  | Richard Coates   | Yamaha             | 2:09"03'4 | 105,24 mph |
| 11  | Andrew Nelson    | Yamaha             | 2:09"35'2 | 104,81 mph |
| 12  | Mark Farmer      | Yamaha             | 2:10"33'4 | 104,03 mph |
| 13  | John Weeden      | Yamaha             | 2:10"59'0 | 103,69 mph |
| 14  | Sammy Henry      | Honda              | 2:13"03'2 | 102,08 mph |
| 15  | Kenny Shepherd   | Spondon            | 2:13"52'6 | 101,45 mph |
| 16  | Mick Chatterton  | Yamaha             | 2:14"21'0 | 101,10 mph |
| 17  | Mike Booys       | Pinfold-Yamaha     | 2:14"21'0 | 101,10 mph |
| 18  | Chris Fargher    | Yamaha             | 2:15"32'8 | 100,20 mph |
| 19  | Steve Johnson    | Yamaha             | 2:15"36'4 | 100,16 mph |
| 20  | Alan T. Lawton   | Yamaha             | 2:15"56'0 | 99,92 mph  |
| DNF | Robert Dunlop    | Yamaha             |           |            |
| DNF | Steve Hislop     | Yamaha             |           |            |
| DNF | Steve Cull       | Honda              |           |            |
| DNF | Dave Leach       | Honda              |           |            |
| DNF | Ian Lougher      | Onbekend           |           |            |

### Sidecar TT Race B
Drie ronden (182 km) (gekleurde achtergrond: Formule 2-klasse)
Lowry Burton nam al sinds 1979 deel aan de Sidecar TT, maar pas in 1986 won hij op 48-jarige leeftijd zijn eerste manche. Nu, als 49-jarige, werd hij de oudste TT-winnaar uit de geschiedenis door samen met plaatsgenoot (uit Carrickfergus) Pat Cushnahan de tweede manche op zijn naam te schrijven. Burton/Cushnahan waren in de laatste ronde bij Ballaugh nog in een hevig gevecht met Mick Boddice/Don Williams, maar die vielen enkele kilometers verder stil door technische problemen. Kenny Howles/Steve Pointer werden twee en daarmee ook totaalwinnaar over twee manches, nadat ze in de eerste race vijfde waren geworden. De Formule 2-race werd opnieuw gewonnen door Dave Saville/Dave Hall.

#### Uitslag Sidecar TT Race B
| Pos | Coureur             | Bakkenist         | Merk                | Tijd      | Snelheid   |
| --- | ------------------- | ----------------- | ------------------- | --------- | ---------- |
| 1   | Lowry Burton        | Pat Cushnahan     | Yamaha              | 1:04"21'0 | 105,53 mph |
| 2   | Kenny Howles        | Steve Pointer     | Ireson-Yamaha       | 1:04"55'2 | 104,61 mph |
| 3   | Warwick Newman      | Eddie Yarker      | Ireson-Yamaha       | 1:05"59'6 | 102,91 mph |
| 4   | Lars Schwarz        | Leif Gustavsson   | LGMY-Ireson         | 1:06"01'2 | 102,86 mph |
| 5   | Nigel Rollason      | Alan Huntington   | Phoenix             | 1:06"41'4 | 101,83 mph |
| 6   | Neil Smith          | Phil Gravel       | NSR-Yamaha          | 1:06"52'4 | 101,55 mph |
| 7   | Artie Oates         | Edda Oates        | Yamaha              | 1:06"59'2 | 101,38 mph |
| 8   | Eric Cornes         | Graham Wellington | Ireson-Yamaha       | 1:07"19'4 | 100,87 mph |
| 9   | Geoff Rushbrook     | Geoff Leitch      | Ireson-Yamaha       | 1:07"24'0 | 100,76 mph |
| 10  | Dennis Brown        | Billie Nelson     | Yamaha              | 1:08"04'6 | 99,76 mph  |
| 11  | Robert Corkhill     | Paul Magee        | Ireson-Yamaha       | 1:08"46'8 | 98,74 mph  |
| 12  | Alan May            | Ian Finch         | Skilicorn-Yamaha    | 1:09"01'8 | 98,38 mph  |
| 13  | Steve Pullan        | Steve Parker      | Baker-Yamaha        | 1:09"02'2 | 98,37 mph  |
| 14  | Derek Rumble junior | Gareth Keep       | Rumble-Suzuki       | 1:09"52'2 | 97,20 mph  |
| 15  | Dave Saville        | Dave Hall         | F2 Sabre            | 1:11"26'0 | 95,07 mph  |
| 16  | Derek Rumble senior | Steve Lavender    | Rumble-Suzuki       | 1:12"24'2 | 93,79 mph  |
| 17  | Michael Staiano     | Alan Fisher       | Windle-Yamaha       | 1:13"34'4 | 92,30 mph  |
| 18  | John Hartell        | Nick Roche        | F2 CWH-Armstrong    | 1:13"57'4 | 91,82 mph  |
| 19  | Michael Hamblin     | Robert Smith      | F2 Windle-Armstrong | 1:13"59'6 | 91,78 mph  |
| 20  | Albert Hanna        | David Hanna       | Yamaha              | 1:17"07'0 | 91,63 mph  |
| 21  | Dick Hawes          | Eddie Kiff        | F2-Ireson-Yamaha    | 1:14"18'0 | 91,40 mph  |
| 22  | Joe Heys            | Peter Greetham    | F2-Armstrong        | 1:14"24'8 | 91,26 mph  |
| DNF | Mick Boddice        | Don Williams      | Ireson-Yamaha       |           |            |
| DNF | Dennis Bingham      | Julia Bingham     | Padgett's-Yamaha    |           |            |
| DNF | Dick Greasley       | Stewart Atkinson  | Yamaha              |           |            |
| DNF | Roy Hanks           | Tom Hanks         | F2 Nrth             |           |            |

### Formula Two TT
Zes ronden (364 km), tweetaktmotoren van 250- tot 350 cc, viertaktmotoren van 400- tot 600 cc.
Steve Hislop kreeg genoegdoening in de Formula Two TT, nadat hij in de Junior 250 cc TT was uitgevallen terwijl hij aan de leiding lag. Nu volgde hij aanvankelijk Brian Reid, die een flinke voorsprong had maar die bij Ramsey met bougieproblemen moest stoppen, waardoor Hislop aan de leiding kwam. Eddie Laycock reed de snelste ronde, zelfs een nieuw ronderecord  met 112,36 mph, maar werd slechts tweede, een volle minuut voor Bob Heath. 

#### Uitslag Formula Two TT
| Pos | Coureur          | Merk            | Tijd      | Snelheid   |
| --- | ---------------- | --------------- | --------- | ---------- |
| 1   | Steve Hislop     | Yamaha          | 2:03"01'4 | 110,41 mph |
| 2   | Eddie Laycock    | Yamaha          | 2:03"18'4 | 110,15 mph |
| 3   | Bob Heath        | Yamaha          | 2:04"18'8 | 109,26 mph |
| 4   | Johnny Rea       | Yamaha          | 2:05"44'0 | 108,02 mph |
| 5   | Robert Dunlop    | Dundee-Yamaha   | 2:06"20'4 | 107,50 mph |
| 6   | Derek Chatterton | Yamaha          | 2:06"51'4 | 107,07 mph |
| 7   | Mike Seward      | Honda           | 2:07"38'8 | 106,40 mph |
| 8   | David Dean       | Honda           | 2:07"40'6 | 106,38 mph |
| 9   | Kevin Hughes     | Mariott-Honda   | 2:08"12'4 | 105,94 mph |
| 10  | Ian Lougher      | Yamaha          | 2:08"26'2 | 105,75 mph |
| 11  | Peter Bateson    | Honda           | 2:08"46'0 | 105,48 mph |
| 12  | Ray Swann        | Honda           | 2:08"51'0 | 105,41 mph |
| 13  | John Byrne       | Yamaha          | 2:08"55'4 | 105,35 mph |
| 14  | Bob Jackson      | Honda           | 2:09"09'8 | 105,15 mph |
| 15  | Alan Batson      | Honda           | 2:09"16'6 | 105,06 mph |
| 16  | Steve Boyes      | Honda           | 2:09"21'0 | 105,00 mph |
| 17  | Steve Cull       | Honda           | 2:09"49'6 | 104,62 mph |
| 18  | Malcolm Wheeler  | Padgett's-Honda | 2:11"36'4 | 103,20 mph |
| 19  | Phil Armes       | Honda           | 2:11"46'0 | 103,08 mph |
| 20  | Colin Bevan      | Honda           | 2:11"47'8 | 103,05 mph |
| 29  | Ray Knight       | Harris-Honda    | 2:15"22'8 | 100,33 mph |
| 32  | Tony Rutter      | Honda           | 2:17"26'6 | 98,83 mph  |
| DNF | Graeme McGregor  | Yamaha          |           |            |
| DNF | Carl Fogarty     | Yamaha          |           |            |
| DNF | Brian Reid       | Yamaha          |           |            |

### Senior TT
Vier ronden (243 km), alle motoren van 300- tot 1.000 cc.
Op vrijdag 5 mei kon er door de slechte weersomstandigheden niet geracet worden, en daarom werd de TT-raceweek een dag verlengd en werd de Rizla Senior TT op zaterdag 6 mei verreden. Het regende ook op die dag hevig en daarom werd de race ingekort van zes naar vier ronden. Joey Dunlop had zijn fabrieks-Honda RVF 750 mogen gebruiken, maar hij koos voor de lichtere RS 500-productieracer. Opnieuw moest hij tot bij Ballacraine een rijder voor zich dulden, dit maal was dat Trevor Nation, maar daarna nam Dunlop de leiding weer in handen. Alleen tijdens zijn pitstop mocht Phil Mellor even op kop rijden, maar hij crashte bij The Nook. Mellor kon zijn race op de tweede plaats hervatten, maar hij moest opgeven door een defecte koppeling. Zo werd Geoff Johnson tweede voor Roger Marshall en Andy McGladdery. Joey Dunlop won zo voor de tiende keer een race van de Isle of Man TT, in de slechtste omstandigheden die hij ooit ervaren had. 

#### Uitslag Senior TT
| Pos | Coureur          | Merk                | Tijd      | Snelheid  |
| --- | ---------------- | ------------------- | --------- | --------- |
| 1   | Joey Dunlop      | Shell-Gemini-Honda  | 1:30"41'2 | 99,85 mph |
| 2   | Geoff Johnson    | Loctite-Yamaha      | 1:31"39'4 | 98,79 mph |
| 3   | Roger Marshall   | Skoal Bandit-Suzuki | 1:32"29'4 | 97,90 mph |
| 4   | Andy McGladdery  | Suzuki              | 1:33"52'4 | 96,46 mph |
| 5   | Nick Jefferies   | Honda               | 1:34"49'2 | 95,49 mph |
| 6   | Trevor Nation    | Loctite-Yamaha      | 1:34"50'8 | 95,47 mph |
| 7   | David Griffith   | Yamaha              | 1:35"29'0 | 94,83 mph |
| 8   | Brian Morrison   | Suzuki              | 1:35"38'0 | 94,68 mph |
| 9   | Graeme McGregor  | Suzuki              | 1:36"57'6 | 93,39 mph |
| 10  | Eddie Laycock    | Yamaha              | 1:37"03'0 | 93,30 mph |
| 11  | Glenn Williams   | Suzuki              | 1:37"16'8 | 93,08 mph |
| 12  | Robert Hayes     | Suzuki              | 1:37"38'0 | 92,74 mph |
| 13  | James Whitham    | Suzuki              | 1:38"34'4 | 91,86 mph |
| 14  | Gary Radcliffe   | Yamaha              | 1:38"40'8 | 91,76 mph |
| 15  | Steve Ward       | Suzuki              | 1:38"55'0 | 91,54 mph |
| 16  | Des Barry        | Flitwick-Yamaha     | 1:39"22'6 | 91,12 mph |
| 17  | Roger Hurst      | Yamaha              | 1:39"24'0 | 91,09 mph |
| 18  | Klaus Klein      | Yamaha              | 1:40"01'6 | 90,52 mph |
| 19  | Anthony Thompson | Suzuki              | 1:40"07'2 | 90,44 mph |
| 20  | Howard Selby     | Suzuki              | 1:40"09'6 | 90,40 mph |
| 23  | Iain Duffus      | Yamaha              | 1:40"55'6 | 89,72 mph |
| 25  | Steve Henshaw    | Suzuki              | 1:41"39'6 | 89,07 mph |
| 26  | Ray Swann        | Harris-Suzuki       | 1:42"23'8 | 88,43 mph |
| 33  | Tony Rutter      | Suzuki              | 1:46"22'8 | 85,12 mph |
| DNF | Barry Woodland   | Loctite-Yamaha      |           |           |
| DNF | Phil Mellor      | Heron-Suzuki        |           |           |
| DNF | Denis Ireland    | Suzuki              |           |           |
| DNF | Steve Linsdell   | Yamaha              |           |           |
| DNF | Ray Knight       | Honda               |           |           |
| DNF | Steve Cull       | Onbekend            |           |           |

## Overige races
De Production-klassen konden door het slechte weer niet allemaal worden verreden. De Production Class A TT (tweetaktmotoren van 501- tot 750 cc en viertaktmotoren van 751- tot 1.300 cc) kwam te vervallen, evenals de Production Class C TT (tweetaktmotoren van 251- tot 400 cc en viertaktmotoren van 401- tot 600 cc). De Production Class B TT en de Production Class D TT reden wel, en werden een groot succes voor het Loctite-Yamaha-team met Geoff Johnson en Barry Woodland en Trevor Nation. 

### Production Class B TT
3 ronden (182 km), tweetaktmotoren van 401- tot 500 cc, viertaktmotoren van 601- tot 750 cc.
Geoff Johnson bewees al de hele week zijn vorm met een derde plaats in de Formula One TT en een tweede plaats in de Senior TT. In de Production Class B TT leidde teamgenoot Trevor Nation met 24 seconden, maar niet voor de eerste keer kwam Nation enkele kilometers voor de eindstreep brandstof tekort. Johnson won de race voor Brian Morrison, maar Trevor Nation pakte toch nog een podiumplaats.

#### Uitslag Production Class B TT
| Pos | Coureur         | Merk                | Tijd      | Snelheid   |
| --- | --------------- | ------------------- | --------- | ---------- |
| 1   | Geoff Johnson   | Loctite-Yamaha      | 1:01"45'0 | 109,98 mph |
| 2   | Brian Morrison  | Skoal Bandit-Suzuki | 1:01"49'6 | 109,84 mph |
| 3   | Trevor Nation   | Loctite-Yamaha      | 1:01"53'2 | 109,73 mph |
| 4   | Kevin Wilson    | Skoal Bandit-Suzuki | 1:01"58'4 | 109,58 mph |
| 5   | Graeme McGregor | Yamaha              | 1:02"08'4 | 109,29 mph |
| 6   | Nick Jefferies  | Honda               | 1:02"12'4 | 109,17 mph |
| 7   | Robert Hayes    | Kawasaki            | 1:02"41'8 | 108,32 mph |
| 8   | Glenn Williams  | Skoal Bandit-Suzuki | 1:03"00'0 | 107,80 mph |
| 9   | Steve Ward      | Suzuki              | 1:03"00'8 | 107,77 mph |
| 10  | Iain Duffus     | Yamaha              | 1:03"14'0 | 107,40 mph |
| 11  | Steve Linsdell  | Yamaha              | 1:03"23'8 | 107,12 mph |
| 11  | David Dean      | Yamaha              | 1:03"23'8 | 107,12 mph |
| 13  | Denis Ireland   | Kawasaki            | 1:03"49'0 | 106,42 mph |
| 14  | Grant Goodings  | Kawasaki            | 1:03"50'2 | 106,38 mph |
| 14  | Martyn Nelson   | Suzuki              | 1:03"50'2 | 106,38 mph |
| 16  | Mike Seward     | Suzuki              | 1:04"05'0 | 105,97 mph |
| 17  | Buddy Yeardsley | Yamaha              | 1:04"21'2 | 105,53 mph |
| 18  | Joey Dunlop     | Honda               | 1:04"51'2 | 104,71 mph |
| 19  | Des Barry       | Kawasaki            | 1:04"54'8 | 104,62 mph |
| 20  | Ian Martin      | Yamaha              | 1:04"58'2 | 104,53 mph |
| 23  | Eddie Laycock   | Kawasaki            | 1:05"28'6 | 103,72 mph |
| 29  | Andy McGladdery | Skoal Bandit-Suzuki | 1:06"29'0 | 102,15 mph |
| 30  | Steve Henshaw   | Suzuki              | 1:06"43'2 | 101,78 mph |
| 34  | Alex George     | Suzuki              | 1:07"31'0 | 100,58 mph |
| 35  | Tony Rutter     | Suzuki              | 1:07"40'6 | 100,35 mph |
| DNF | Phil Mellor     | Suzuki              |           |            |
| DNF | Steve Cull      | Onbekend            |           |            |

## Production Class D TT
Drie ronden (182 km), tweetaktmotoren tot 250 cc en viertaktmotoren tot 400 cc.
Barry Woodland maakte het Loctite-Yamaha-succes compleet door de Production Class D TT te winnen. Hij had gekozen voor de viertakt-Yamaha FZR 400, evenals tweede man Malcolm Wheeler, die bijna een minuut later finishte. Motorjournalist Matt Oxley werd derde met een tweetakt-Yamaha TZR 250. 

#### Uitslag Production Class D TT
| Pos | Coureur           | Merk             | Tijd      | Snelheid   |
| --- | ----------------- | ---------------- | --------- | ---------- |
| 1   | Barry Woodland    | Loctite-Yamaha   | 1:05"56'8 | 102,98 mph |
| 2   | Malcolm Wheeler   | Padgett's-Yamaha | 1:06"52'4 | 101,55 mph |
| 3   | Matt Oxley        | Yamaha           | 1:06"53'4 | 101,53 mph |
| 4   | Graham Cannell    | Yamaha           | 1:07"11'6 | 101,07 mph |
| 5   | Steve Hislop      | Yamaha           | 1:07"15'6 | 100,97 mph |
| 6   | Robert Dunlop     | Allen's-Honda    | 1:07"17'8 | 100,91 mph |
| 7   | P. Nicholls       | Honda            | 1:07"19'2 | 100,88 mph |
| 8   | Chris Fargher     | Crooks-Suzuki    | 1:07"24'2 | 100,75 mph |
| 9   | Carl Fogarty      | Honda            | 1:07"25'6 | 100,72 mph |
| 10  | Peter Bateson     | Honda            | 1:07"34'4 | 100,50 mph |
| 11  | Roger Hurst       | Yamaha           | 1:07"42'6 | 100,30 mph |
| 12  | Gary Thrush       | Yamaha           | 1:08"29'6 | 99,15 mph  |
| 13  | Derek Glass       | Yamaha           | 1:08"45'2 | 98,77 mph  |
| 14  | Ian Lougher       | Yamaha           | 1:08"56'4 | 98,51 mph  |
| 15  | Alan Dugdale      | Honda            | 1:08"59'4 | 98,44 mph  |
| 16  | Derek Chatterton  | Yamaha           | 1:07"59'4 | 98,44 mph  |
| 17  | Colin Bevan       | Yamaha           | 1:09"10'2 | 98,18 mph  |
| 18  | John Weeden       | Yamaha           | 1:09"17'8 | 98,00 mph  |
| 19  | Johnny Towers     | Yamaha           | 1:09"25'8 | 97,81 mph  |
| 20  | Martin Birkinshaw | Yamaha           | 1:09"53'2 | 97,17 mph  |

1907 · 1908 · 1909 · 1910 · 1911 · 1912 · 1913 · 1914 · Eerste Wereldoorlog · 1920 · 1921 · 1922 · 1923 · 1924 · 1925 · 1926 · 1927 · 1928 · 1929 · 1930 · 1931 · 1932 · 1933 · 1934 · 1935 · 1936 · 1937 · 1938 · 1939 · Tweede Wereldoorlog · 1947 · 1948 · 1949 · 1950 ·1951 · 1952 · 1953 · 1954 · 1955 · 1956 · 1957 · 1958 · 1959 · 1960 · 1961 · 1962 · 1963 · 1964 · 1965 · 1966 · 1967 · 1968 · 1969 · 1970 · 1971 · 1972 · 1973 · 1974 · 1975 · 1976 · 1977 · 1978 · 1979 · 1980 · 1981 · 1982 · 1983 · 1984 · 1985 · 1986 · 1987 · 1988 · 1989 · 1990 · 1991 · 1992 · 1993 · 1994 · 1995 · 1996 · 1997 · 1998 · 1999 · 2000 · 2002 · 2003 · 2004 · 2005 · 2006 · 2007 · 2008 · 2009 · 2010 · 2011 · 2012 · 2013 · 2014